# Argynnis transversa
Argynnis transversa är en fjärilsart som beskrevs av Barend J. Lempke 1956. Argynnis transversa ingår i släktet Argynnis och familjen praktfjärilar. Inga underarter finns listade i Catalogue of Life.